# Ri Jong-sik
Ri Jong-sik (em coreano:  리정식; Pyongyang, 14 de fevereiro de 2000) é um mesa-tenista norte-coreano.

## Carreira
Em 2015, ele participou do Campeonato Asiático de Tênis de Mesa Júnior e Cadete. Ele jogou no DPR Korea Open em 2016, 2017 e 2018. Em 2019, Ri jogou no China Open em junho, no Pyongyang Open em julho e no Campeonato Asiático de Tênis de Mesa de 2019 em setembro. Ri competiu nos Jogos Asiáticos de 2022 , realizados em 2023, em quatro eventos, com participações entre os 16 primeiros em três eventos, mas não conquistou medalhas.
Nos Jogos Olímpicos de Verão de 2024, em Paris, conquistou a medalha de prata na disputa de duplas mistas, ao lado de Kim Kum-yong. Ri e Kim, não classificados pela Federação Internacional de Tênis de Mesa (ITTF) devido à sua experiência limitada em competições internacionais, foram a última equipe classificada na competição olímpica de duplas mistas e enfrentaram o atual campeão Japão, classificado em segundo lugar globalmente, na rodada de abertura. Após a medalha de prata, Ri e Kim compartilharam uma selfie no pódio com seus colegas medalhistas, incluindo Lim Jong-hoon e Shin Yu-bin da Coreia do Sul. Isso foi celebrado em todo o mundo como um momento de grande espírito esportivo, mas supostamente levou a críticas das autoridades norte-coreanas, que, de acordo com o The Guardian, colocaram Ri e Kim sob "escrutínio ideológico" após seu retorno ao país.